# Серебряков, Владимир Васильевич
Влади́мир Васи́льевич Серебряко́в (1922—1977) — советский театральный актёр. Заслуженный артист РСФСР.

## Биография
Родился в 1922 году в станице Георгиевская (ныне Ставропольский край). Участник Великой Отечественной войны, Окончив три курса ЛГИТМиК, в августе 1941 года он добровольцем ушёл на фронт. Был командиром взвода на Ленинградском фронте в истребительном и отдельном сапёрном батальонах и в отдельной стрелковой дивизии.
Был ведущим актёром Ленинградского городского театра (1945—1946) и Русского театра драмы (Улан-Удэ, 1946—1948). Актёр ИрДТ (1948—1961). В 1961 году был приглашён в Волгоградский новый экспериментальный театр, где с успехом сыграл Гамлета, а в 1962 — в Горьковский драматический театр. Перейдя с 1964 года работать в Горьковскую филармонию, подготовил немало интересных чтецких программ.
Умер 1 декабря 1977 года в Горьком. Похоронен на Красном кладбище (3 уч.).
Жена — заслуженная артистка РСФСР Розалия Францевна Юренева (1914—1995).

## Творчество
- «Без вины виноватые» А. Н. Островского — Григорий Незнамов
- «Бесприданница» А. Н. Островского — Юлий Капитонович Карандышев
- «Укрощение строптивой» Шекспира — Транио
- «Стакан воды» Э. Скриба — капитан Мешем
- «Волки и овцы» А. Н. Островского — Клавдий Горецкий
- «Ромео и Джульетта» Шекспира — Меркуцио
- «Коварство и любовь» Шиллера — Фердинанд
- «Живой труп» Л. Н. Толстого — Фёдор Васильевич Протасов
- «Ревизор» Н. В. Гоголя — Иван Александрович Хлестаков
- «Отелло» Шекспира — Кассио
- «Чайка» А. П. Чехова — Константин Гаврилович Треплев
- «Баня» В. В. Маяковского — товарищ Чудаков
- «Дон Карлос» Шиллера — маркиз де Поза
- «Рембрандт» Д. Б. Кедрина — Мартейра
- «Последняя остановка» Э. М. Ремарка — Шмидт
- «Взрыв» И. М. Дворецкого — Щеглюк
- «Канун грозы» П. Г. Маляревского — Егор Семёнович Ерёмин

## Награды и премии
- заслуженный артист РСФСР (1955)
- Сталинская премия третьей степени (1952) — за исполнение роли Егора Семёновича Ерёмина в спектакле «Канун грозы» П. Г. Маляревского на сцене Иркутского АДТ имени Н. П. Охлопкова